# Chantal Leclerc
Pour les articles homonymes, voir Leclerc.
Chantal Leclerc (divorcée Aubry ; née le 21 avril 1953 à Paris) est une athlète française, spécialiste du 400 m et du 800 m.

## Palmarès
- 25 sélections en équipe de France A
- 2 sélections en équipe de France Jeunes

Elle remporte cinq titres de championne de France : deux en plein air sur 400 m en 1973 et 1974, et trois en salle sur 400 m en 1975 et sur 800 m en 1977 et 1978.
Elle remporte la médaille d'argent du relais 4 × 360 m lors des championnats d'Europe d'athlétisme en salle 1973, en compagnie de Colette Besson, Chantal Jouvhomme et Nicole Duclos.
Elle détient le record de France en salle du relais 4 × 400 mètres de 1977 à 1991, en compagnie de Catherine Delachanal, Marie-Christine Champenois et Danièle Lairloup.